# 努里·比格·錫蘭
努里·比格·錫蘭（土耳其語：Nuri Bilge Ceylan，發音：[ˈnuːɾi ˈbilɟe ˈdʒejlan]，1959年1月26日—）是一位土耳其攝影師、編劇、演員、電影導演。他與演員厄布魯·錫蘭結婚，兩人曾共同演出《適合分手的天氣》。

## 早期經歷
努里·比格·錫蘭在15歲的時候喜歡上攝影，並在22歲對電影產生興趣。在伊斯坦布爾海峽大學研究時，他參加電影和攝影俱樂部。從大學電氣工程學系畢業後，前往倫敦和尼泊爾加德滿都，思考未來的工作。然後他又回到土耳其首都安卡拉服兵役，在軍隊當兵的期間決定從事電影工作。

## 電影事業
努里·比格·錫蘭的第一部電影短片《繭》上映於1995年的第48屆坎城影展，並被提名最佳短片金棕櫚獎。
1997年，他以首部劇情片《小鎮》獲得許多獎項，包括1998年柏林國際電影節卡利加里電影獎、國際影評人聯盟獎、評審團特別獎、1998年伊斯坦布爾國際電影節，並在1998年東京國際電影節獲得銀獎。
1999年，他的第二部劇情長片是《五月雲》，於1999年安塔利亞金橘電影節贏得最佳導演金橘獎，在2000年歐洲電影獎獲得國際影評人聯盟獎。
2002年，他的第三部劇情長片《遠方》獲得許多獎項，包括坎城影展評審團大獎及坎城影展最佳男主角獎。努里·比格·錫蘭也贏得2004年坎城法國文化獎年度的外國電影。《遠方》在2002年安塔利亞金橙電影節贏得最佳導演獎、最佳電影獎、最佳編劇獎、最佳男配角獎。除此之外，《遠方》也獲得2003年芝加哥國際電影節銀雨果評審團特別獎、2003年伊斯坦布爾國際電影節最佳土耳其導演、最佳土耳其電影和國際影評人聯盟獎、2003年聖塞巴斯蒂安國際電影節國際影評人聯盟年度最佳電影。
他的第四部電影《適合分手的天氣》獲得2006年第59屆坎城影展費比西獎。影片在2006年安塔利亞金橘電影節榮獲五項大獎，包含最佳導演獎。他還與妻子厄布魯·錫蘭主演這部電影。在籌備這部電影期間，努里·比格·錫蘭把注意力轉向攝影。從這個角度上，他開始致力於電影導演與攝影。《土耳其銀幕》是一本土耳其的全景照片集，由努里·比格·錫蘭於2003年和2009年之間的完成。
他在2008年坎城電影節以第五部電影《三隻猴子》 贏得最佳導演獎。努里·比格·錫蘭說：「這個獎獻給我那美麗而寂寞的國家」。傑蘭在2009年坎城電影節成為評審團成員。他以導演成就贏得2008年亞太電影獎。《三隻猴子》還是第一部入圍奧斯卡最佳外語片獎一月名單的土耳其語電影。
他的第六部電影《安納托利亞故事》在2011坎城電影節上首映，第二次贏得坎城影展評審團大獎，也被選為土耳其參加奧斯卡最佳外語片獎的代表。
錫蘭2014年作品《冬眠》（Kış Uykusu）荣获2014年坎城電影節金棕榈奖。

## 風格
努里·比格·錫蘭的電影常被認為具有高度藝術性。他的電影多描寫了個人的隔閡、自然存在主義、單調的人類生活與生活細節，並通常在自然的環境下使用長鏡頭進行靜態拍攝，達致“沉默意識流美學”。他經常從後面拍攝主角，讓觀眾自行猜測臉部表情。

## 作品
| 電影 | 電影           | 電影 | 電影   | 電影 | 電影         |
| 年度 | 片名           | 製作 | 製作   | 製作 | 備註         |
| 年度 | 片名           | 導演 | 製作人 | 編劇 | 備註         |
| ---- | -------------- | ---- | ------ | ---- | ------------ |
| 1995 | 繭             | 是   | 是     | 是   | 短片         |
| 1997 | 小鎮           | 是   | 是     | 是   | 首部劇情長片 |
| 1999 | 五月雲         | 是   | 是     | 是   |              |
| 2002 | 遠方           | 是   | 是     | 是   |              |
| 2006 | 適合分手的天氣 | 是   | 是     | 是   | 主演         |
| 2008 | 三隻猴子       | 是   | 是     | 是   |              |
| 2011 | 安納托利亞故事 | 是   | 是     | 是   |              |
| 2014 | 冬日甦醒       | 是   | 是     | 是   |              |
| 2018 | 野梨樹         | 是   | 是     | 是   |              |
| 2023 | 春風勁草       | 是   | 是     | 是   |              |

## 外部連結
- 努里·比格·錫蘭在互联网电影资料库（IMDb）上的資料（英文）
- 努里·比格·錫蘭在豆瓣上的资料（简体中文）
- Official web site（页面存档备份，存于）
- Nuri Bilge Ceylan's "Three Monkeys": Turkish Melancholy and Submission to Fate
- Nuri Bilge Ceylan at altcine （页面存档备份，存于）